# Luis Urteaga
Luis José Urteaga Iturrioz (Villafranca de Ordicia, 5 de diciembre de 1882-San Sebastián, 11 de abril de 1960) [seudónimos José Iturrioz o Anastasio Yurrita] fue un organista y compositor español de música religiosa.

## Biografía
Luis Urteaga perteneció al coro parroquial desde niño. El organista y director, Francisco Gárate, le enseñó los primeros conocimientos de solfeo y canto. En 1899, con diecisiete años, fue persuadido por su padre para ampliar sus conocimientos musicales. Se desplazó así a San Sebastián, donde tuvo por profesor a José Rodoreda —director entonces de la banda local y profesor en la Academia Municipal—, con quien estudió armonía y composición. Del compositor navarro Martín Rodríguez Seminario recibió formación en contrapunto, fuga y órgano. Fue organista de Berástegui (1904) y de Zumaya (1905-1919). En 1920 ocupó el cargo de organista de la parroquia de San Vicente en San Sebastián, en sustitución de Ildefonso Lizarriturri, cargo que conservó hasta su fallecimiento. En este momento inició su etapa más importante de músico profesional, que abarcaría las facetas de intérprete, compositor y, también, de profesor. Así, dio clases de música en Zumaya y durante casi treinta años fue profesor de solfeo, armonía y órgano en el Conservatorio Municipal de Música de San Sebastián; también dirigió cursos en la Escuela Superior de Música Sagrada de Madrid.
Fue un autor muy fecundo en obras religiosas, en especial para órgano de las que hay catalogadas más de ochenta. Destacó también en música coral profana, así como en composiciones para chistu, flauta propia del folclore vasco. En este sentido se le considera uno de los compositores con más partituras editadas para este instrumento. Su hijo, Juan Urteaga Loidi (1914-1990) fue también un reconocido organista y compositor.
En 1954 recibió la Medalla de Plata de la ciudad de San Sebastián y la Encomienda de Alfonso X El Sabio.

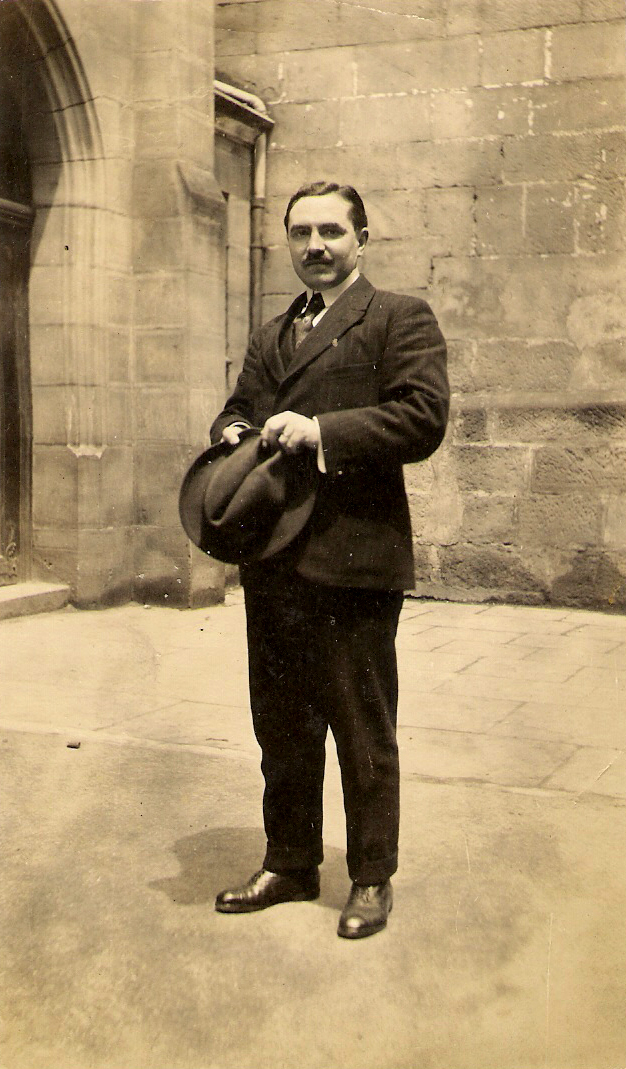